# Projektive Basis

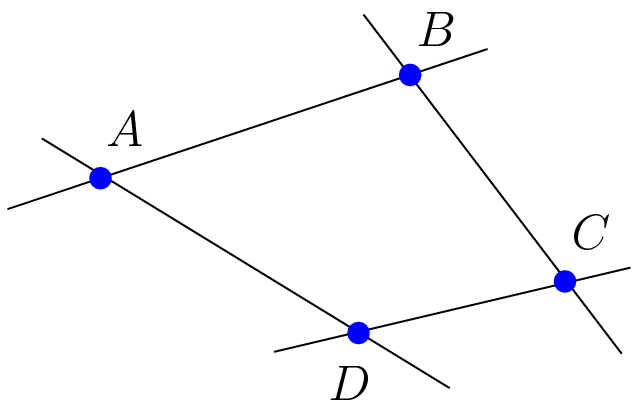
In der projektiven Ebene bilden vier projektiv unabhängige Punkte eine projektive Basis

Eine projektive Basis ist in der Mathematik eine Menge von {\displaystyle n+2} Punkten eines {\displaystyle n}-dimensionalen projektiven Raums, von denen je {\displaystyle n+1} projektiv unabhängig sind. Projektive Basen werden in der projektiven Geometrie zur Charakterisierung von Projektivitäten und zur Definition projektiver Koordinaten verwendet.

## Definition
Ein {\displaystyle (n+1)}-Tupel {\displaystyle (P_{0},\ldots P_{n})} von Punkten eines projektiven Raums {\displaystyle P(V)} über einem {\displaystyle K}-Vektorraum {\displaystyle V} heißt projektiv unabhängig, wenn eine der folgenden äquivalenten Bedingungen zutrifft:
- Es gibt linear unabhängige Vektoren {\displaystyle v_{0},\ldots ,v_{n}\in V} mit {\displaystyle P_{i}=K\,v_{i}} für {\displaystyle i=0,\ldots ,n}.
- Jedes {\displaystyle (n+1)}-Tupel {\displaystyle (v_{0},\ldots ,v_{n})} von Vektoren aus {\displaystyle V} mit {\displaystyle P_{i}=K\,v_{i}} für {\displaystyle i=0,\ldots ,n} ist linear unabhängig.
- Für die Dimension des Verbindungsraums der Punkte gilt {\displaystyle \dim(P_{0}\vee P_{1}\vee \ldots \vee P_{n})=n}.

Ein {\displaystyle (n+2)}-Tupel {\displaystyle (P_{0},\ldots P_{n+1})} von Punkten eines projektiven Raums heißt projektive Basis des Raums, wenn je {\displaystyle n+1} Punkte projektiv unabhängig sind. Es gilt dann {\displaystyle \dim P(V)=n}.

## Spezialfälle
- {\displaystyle n=1}: drei Punkte auf einer projektiven Geraden bilden genau dann eine projektive Basis, wenn sie paarweise verschieden sind.
- {\displaystyle n=2}: vier Punkte auf einer projektiven Ebene bilden genau dann eine projektive Basis, wenn keine drei davon auf einer Geraden liegen. Die vier Punkte bestimmen also ein vollständiges Viereck.
- {\displaystyle n=3}: fünf Punkte in einem dreidimensionalen projektiven Raum bilden genau dann eine projektive Basis, wenn keine vier davon in einer Ebene liegen.

## Projektive Standardbasis
Die projektive Standardbasis {\displaystyle (E_{0},\ldots ,E_{n+1})} im projektiven Standardraum {\displaystyle KP^{n}} besteht aus den von den Standard-Basisvektoren {\displaystyle e_{0},\ldots ,e_{n}} des Koordinatenraums {\displaystyle K^{n+1}} erzeugten Punkten
{\displaystyle E_{i}=K\,e_{i},~i=0,\ldots ,n},
zusammen mit dem Einheitspunkt
{\displaystyle E_{n+1}=K\,\left(e_{0}+\ldots +e_{n}\right)}.
In homogenen Koordinaten ergeben sich beispielsweise folgende projektiven Standardbasen:
- In der projektiven Gerade {\displaystyle KP^{1}} über einem Körper {\displaystyle K} bilden die {\displaystyle 3} Punkte {\displaystyle \left[1:0\right],\left[0:1\right]} und {\displaystyle \left[1:1\right]} die projektive Standardbasis.
- In der projektiven Ebene {\displaystyle KP^{2}} über einem Körper {\displaystyle K} bilden die {\displaystyle 4} Punkte {\displaystyle \left[1:0:0\right],\left[0:1:0\right],\left[0:0:1\right]} und {\displaystyle \left[1:1:1\right]} die projektive Standardbasis.

{\displaystyle \ldots }
- Im {\displaystyle n}-dimensionalen projektiven Raum {\displaystyle KP^{n}} über einem Körper {\displaystyle K} bilden die {\displaystyle n+2} Punkte {\displaystyle \left[1:0:\ldots :0\right],\left[0:1:\ldots :0\right],\ldots ,\left[0:0:\ldots :1\right]} und {\displaystyle \left[1:1:\ldots :1\right]} die projektive Standardbasis.

## Verwendung
Ist {\displaystyle (P_{0},\ldots ,P_{n+1})} eine beliebige projektive Basis eines projektiven Raums {\displaystyle P(V)}, dann gibt es eine Basis {\displaystyle (v_{0},\ldots ,v_{n})} von {\displaystyle V}, sodass
{\displaystyle P_{0}=K\,v_{0},\ldots ,P_{n}=K\,v_{n}~{\text{und}}~P_{n+1}=K\,\left(v_{0}+\ldots +v_{n}\right)}
gilt. Sind nun {\displaystyle P(V)} und {\displaystyle P(W)} zwei projektive Räume gleicher Dimension mit projektiven Basen {\displaystyle (P_{0},\ldots ,P_{n+1})} und {\displaystyle (Q_{0},\ldots ,Q_{n+1})}, dann gibt es genau eine projektive Abbildung {\displaystyle f\colon P(V)\to P(W)}, sodass
{\displaystyle f(P_{i})=Q_{i}}
für {\displaystyle i=0,\ldots ,n+1} gilt. Demnach ist eine projektive Abbildung zwischen projektiven Räumen gleicher Dimension durch Angabe der Bilder der projektiven Basispunkte eindeutig charakterisiert. Solche Abbildungen lassen sich daher durch Matrizen der Größe {\displaystyle (n+1)\times (n+1)} beschreiben. Weiter lassen sich in einem projektiven Raum {\displaystyle P(V)} mit der projektiven Basis {\displaystyle (P_{0},\ldots ,P_{n+1})} mit Hilfe der projektiven Abbildung
{\displaystyle KP^{n}\to P(V),E_{i}\mapsto P_{i}~{\text{für}}~i=0,\ldots ,n+1}
homogene projektive Koordinaten definieren.